# 北疆韭
北疆韭（学名：Allium hymenorrhizum）是葱科葱属的植物。分布在伊朗、俄罗斯西伯利亚、中亚地区以及中国大陆的新疆自治区等地，生长于海拔1,500米至2,000米的地区，一般生长在草地，目前已由人工引种栽培。

## 变种
旱生韭（学名：Allium hymenorrhizum var. dentatum）为葱科葱属的变种。分布于中国大陆的新疆等地，生长于海拔1,100米至1,700米的地区，一般生于干旱草原及草场。